# 科莫多机场

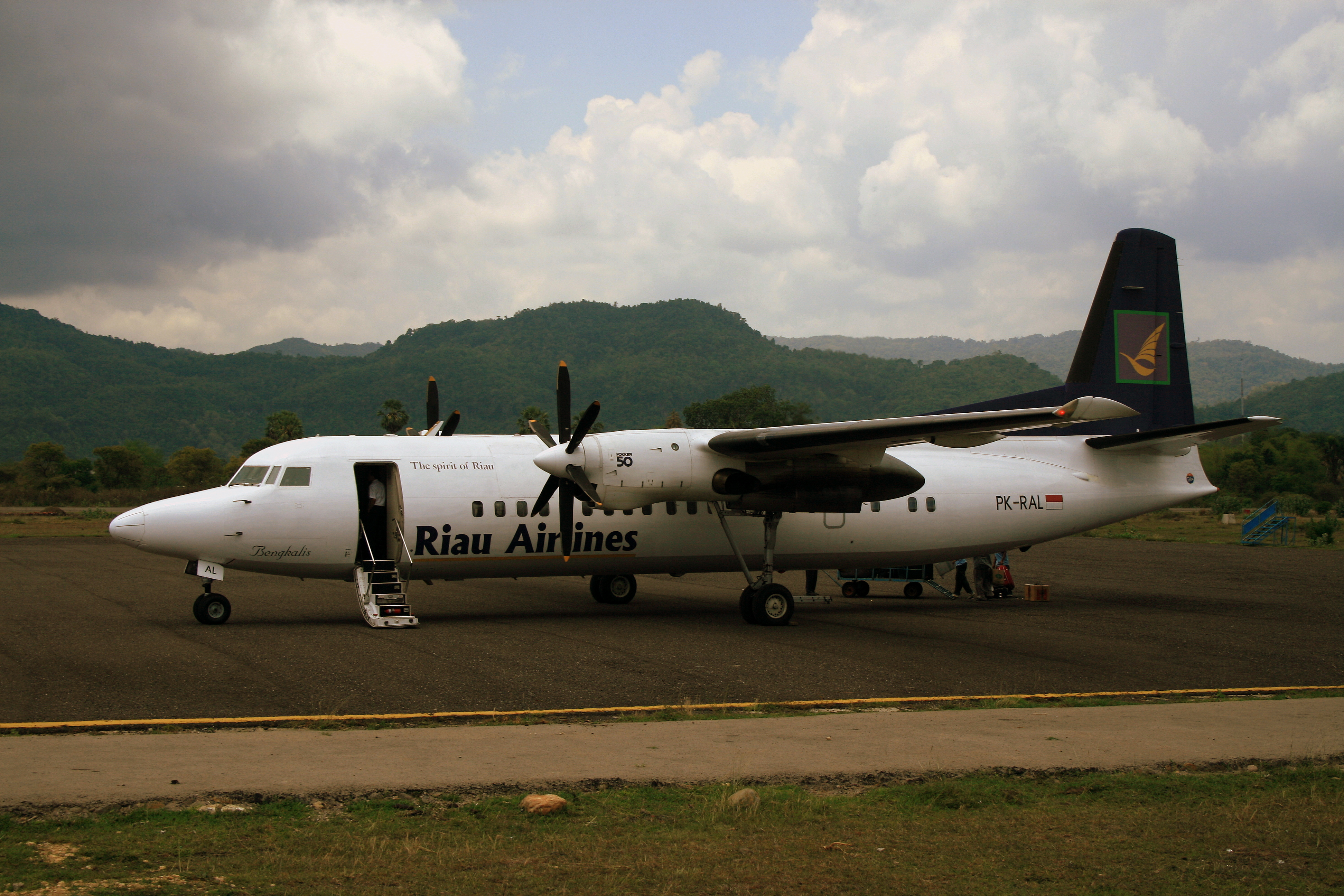
在科莫多机场的一架廖内航空福克50

科莫多机场是印度尼西亚东努沙登加拉省弗洛勒斯岛上西芒加莱县拉布汉巴焦的一座机场。机场名称来源于邻近的科莫多国家公园，是一处世界遗产，也是科莫多巨蜥的故乡。机场原名第二穆提亚拉机场，易与位于中苏拉威西省帕卢的穆提亚拉机场混淆。

## 设施
科莫多机场的海拔为67英尺（20），有一条17/35方向沥青铺装的跑道，跑道长宽为2,250乘45（7,382乘148英尺）。可供中型客机如空客A320、波音737-800、波音737-900等机型的起降。机场扩建前的跑道长为1,650米，那时仅能起降ATR72-600之类的螺旋桨飞机。
2015年12月27日，印尼总统佐科·维多多为科莫多机场的新航站楼主持启用。新航站楼对提高到访游客的数量有促进作用，老航站楼的年旅客量仅为15万人次，而新航站楼则可每年为150万人提供服务，预计将增加来到弗洛雷斯岛及周边地区的游客人数。

## 航空公司和目的地
| 航空公司       | 目的地                          |
| -------------- | ------------------------------- |
| 航星航空       | 登巴萨、萨拉亚尔                |
| 加鲁达印尼航空 | 登巴萨、英德、雅加达-苏哈、古邦 |
| 楠航空         | 登巴萨                          |
| 苏西航空       | 比马、瓦英阿普                  |
| 翎亞航空       | 登巴萨                          |
| 特里嘎纳航空   | 鲁滕                            |
| 风翼航空       | 登巴萨、英德、古邦、毛梅雷      |

## 事故
- 2011年9月14日，一架航星航空的飞机在降落科莫多机场的途中撞到一群奶牛，飞机前部轻微受损，飞机降落前机场工作人员曾试图在摩托车上将牛群驱赶出跑道[7]。

## 资料来源
1. 1 2 3  . Directorate General of Civil Aviation.   [2010-03-17]. （原始内容存档于2011-07-21）.
2. 1 2 3  Airport information for WATO （页面存档备份，存于） from DAFIF (effective October 2006)
3. ↑  在大圆制图人（Great Circle Mapper）上的LBJ机场信息 （来源：DAFIF 2006年10月生效）.
4. ↑  New expanded Labuan Bajo Komodo Airport ready for Sail Komodo （页面存档备份，存于）
5. ↑  Daniel, Wahyu. . detikcom. detik finance. 2015-12-30  [2017-11-02].
6. ↑  .   [2017-11-02]. （原始内容存档于2021-01-24）.
7. ↑  . 2011-09-16  [2017-11-02]. （原始内容存档于2021-02-27）.